# 북한산 3·1 운동 암각문
북한산 3·1 운동 암각문은 경기도 고양시 덕양구 북한동, 백운대 정상에 있다. 1993년 4월 19일 고양시의 향토문화재 제32호로 지정되었다.

## 개요
북한산 백운대 정상에 위치한 암각문이다. 독립운동가 정재용 선생이 3·1 운동의 선언문 제작과 낭독을 기록되어 있다.

## 현지 안내문
이곳 북한산 백운봉 정상의 3·1 운동 기록문은 독립운동가인 정재용 선생이 3·1 운동의 역사적 사실을 후세에 전하기 위하여 새긴 암각문이다.
이 암각문은 가로 150cm, 세로 270cm 정도의 규모로 평평한 바위 위에 경천애인이란 네 글자를 새기고, 그 안에 독립선언문은 기미년 2월 10일 최남선이 작성하였으며, 3월 1일 탑동공원에서 자신이 독립선언만세를 도창했다"는 내용이 정자체로 새겨져있다. 이 글을 새긴 시기 및 그 목적에 관하여는 정확히 알 수 없지만, 3·1 운동 이후로 추정되며 그 목적은 거족적 독립만세 운동의 역사적 사실을 후세에 영구히 전하기 위한 것으로 보인다. 이 글을 새긴 정재용 선생은 1886년 황해도 해주에서 출생한 독립운동가이다. 그는 1919년 2월 19일 해주에서 상경하여 3·1 운동 전날밤 서울역에서 100장의 독립선언서를 원산교회로 보내어 주고 남은 한 장을 가지고 있다가 탑동공원에서 이를 낭독하여 3·1 운동의 불을 당겼던 인물이다. 그후 해주에서 귀향하여 독립운동을 하던 중 1919년 8월에 일본경찰에 의해 검거되어 2년 6개월의 형을 언도받고 평양감옥에서 옥고를 치렀으며, 1976년 91세를 일기로 돌아갔다. 돌아간 이듬해인 1977년 건국포장과 1990년 건국훈장 애족장을 추서 받았다.

## 같이 보기
- 정재용